# 因河谷地上霍芬
因河谷地上霍芬是奥地利蒂罗尔州因斯布鲁克兰县的一个市镇。总面积18.6平方公里，总人口1682人，人口密度90.4人/平方公里（2011年）。